# امل حجازی
اَمَل حِجازی از خوانندگان و مدل‌های لبنانی است. وی یکی از فعال‌ترین خوانندگان لبنانی است و کنسرت‌های پرشماری در سراسر جهان برگزار کرده‌است.

## اعتراضات
امل حجازی در یکی از ترانه‌های آلبوم «رفتار او»، صحنه‌هایی را در مسجد شهر دارالبیضا «ملک حسن الثانی» پادشاه مراکش تصویر برداری کرد. حجازی در این ویدئو کلیپ که در صحن مسجد فیلمبرداری شده‌است، به غیر از خواندن رقاصی هم کرده‌است. این حرکت حجازی باعث انتقاد از سوی برخی رسانه‌ها را به دنبال داشت.
پیش از این نیز امل حجازی در ویدیئو کلیپ «گل فروش» موجی از نارضایتی را در بین دوستداران خود ایجاد کرد. او در یکی از کلیپ‌هایش بلوزی به تن کرده بود که نقش علامت تجاری «مستر بی» را داشت.
این علامت تعلق به یک کمپانی متخصص در تولید پوشاک برای مردان گی است.

## حجاب
در دسامبر ۲۰۱۷ این خواننده محبوب لبنانی تصمیم به داشتن حجاب کامل گرفت و حتی تصویر شبکه‌های اجتماعی خود، مانند فیسبوک و اینستاگرام را تغییر داد.
وی گفته است راه نیایش خداوند را به راه هنر و فحشا ترجیح می‌دهد.

## آلبوم‌ها
- ۲۰۰۱ آخر غرام
- ۲۰۰۲ زمان
- ۲۰۰۴ بتدور علی قلبی
- ۲۰۰۶ بیاع الورد
- ۲۰۰۷ خالة یا خالة
- ۲۰۰۸ کیف القمر
- ۲۰۱۰ ویلک من الله